# Jean-Pierre Coudray
 (novembre 2022).
Pour les articles homonymes, voir Coudray.

Jean-Pierre Coudray, né en Algérie le 18 mars 1926 et mort à Lambesc le 24 juillet 1989 est un psychiatre français.

## Biographie
Après ses études de médecine en France, dans le Paris de l'après-guerre, il retourne en Algérie où il exerce le métier de psychiatre à l'hôpital Mustapha d'Alger. L'indépendance de l'Algérie le ramène en France en 1963. Après trois années d'études à la Sorbonne, il devient maître-assistant en sociologie à la faculté de Montpellier aux côtés de Jean Servier.
En 1972, il s'installe à Marseille comme psychiatre et devient le médecin de Christian Gabrielle Guez Ricord, poète avec qui il publie en 1984 un livre intitulé Du fou au bateleur.
Après avoir rencontré Henri Collomb à l'hôpital de Fann de Dakar (Sénégal), il accepte en 1981 la mission de prendre en charge et de réformer le service psychiatrique de l'hôpital du Point G à Bamako (Mali).

## Mise en place d'une politique de santé mentale au Mali
Avec son homologue malien Baba Koumaré, Coudray élabora un certain nombre de « concepts opératoires » afin de développer une politique de santé mentale dans le pays :
- Distinguer la folie, le « fa », de la maladie mentale en inventant le concept de « jiné bana » : la maladie des esprits ;
- Créer un village thérapeutique avec des cases pour malades accompagnés ;
- Construire une case à palabres : la Coupole ;
- Inventer un Kotéba thérapeutique ;
- Inclure les tradipraticiens comme relais de postcure.

À son retour en France en 1987, il rédige un manuscrit qui relate ces six années de travail au Mali (manuscrit édité après son décès dans l'ouvrage Freud et les Jiné). Il meurt à Lambesc le 24 juillet 1989.

## Postérité
En 2008, le centre culturel du centre hospitalier Le Vinatier à Bron a présenté une exposition sur « l'expérience malienne » de Coudray. À cette occasion son manuscrit de Coudray a été publié. Il comprend des notes cliniques, des réflexions sur le métier de psychiatre, sur l'Afrique, sur les « jiné », les Djinn, les esprits, etc. Jean-Pierre Coudray prenait aussi des « notes » avec sa caméra VHS, ce qui a permis aux éditeurs de compléter ce récit d'un DVD d'archives, augmenté d'images et d'entretiens tournés au Mali en novembre 2006.

## Publications
- Du fou au bateleur, avec Christian Guez, Paris, Presses de la Renaissance, 1984.
- Freud et les Jiné, un psychiatre au Mali, (avec DVD), Bruxelles, Éditions La Maison d'à côté, 2008 (posthume).